# Tityobuthus mariejeanneae
Espèce
Tityobuthus mariejeanneae est une espèce de scorpions de la famille des Ananteridae.

## Distribution
Cette espèce est endémique de la région Atsimo-Andrefana à Madagascar. Elle se rencontre vers Itampolo.

## Description
Le mâle holotype mesure 27,7 mm.

## Systématique et taxinomie
Cette espèce a été décrite par Lourenço, Waeber et Wilmé en 2018.

## Étymologie
Cette espèce est nommée en l'honneur de Marie Jeanne Raherilalao.

## Publication originale
- Lourenço, Waeber & Wilmé, 2018 : « One more new species of Tityobuthus Pocock, 1890 (Scorpiones: Buthidae) from the SW of Madagascar with comments on the distributions of associated species. » Arachnida – Rivista Aracnologica Italiana, vol. 18, p. 15-25.